# The Waiting
The Waiting è il primo singolo di Tom Petty and the Heartbreakers estratto dall'album Hard Promises, pubblicato nel 1981 dalla Backstreet Records.

## Il brano
Petty ha detto che il brano parla dell'attesa dei propri sogni, senza sapere se si avvereranno. Il titolo è preso da una famosa dichiarazione di Janis Joplin:
(Janis Joplin)
Il brano si è classificato al 19º posto nella classifica Billboard Hot 100 negli Stati Uniti nel 1981.

## Video
Il video musicale del brano mostra Tom Petty e gli altri membri della band che suonano su un palco bianco, sovrastato da tre grandi triangoli colorati blue, giallo e rosso e macchiato da schizzi di vernice degli stessi colori.

## Tracce
Vinile 7" USA
1. The Waiting – 3:54
2. Nightwatchman – 3:58 (Tom Petty, Mike Campbell)

## Formazione
Tom Petty and the Heartbreakers
- Tom Petty – chitarra, voce
- Mike Campbell – chitarra, basso
- Benmont Tench – tastiere, organo, cori
- Stan Lynch – batteria, cori
- Phil Jones – percussioni

## Classifiche
| Classifica (1981)               | Posizione massima |
| ------------------------------- | ----------------- |
| Canada (RPM)                    | 6                 |
| Stati Uniti (Billboard Hot 100) | 19                |